# Hr. Rotteborgmester og telefonsvareren
Hr. Rotteborgmester og telefonsvareren er en dansk animationsfilm fra 2015, der er instrueret af Mads Guldborg Bøge efter manuskript af ham selv og Thomas Porsager.

## Handling
Denne artikel mangler et handlingsreferat. Hjælp os med at skrive det.

## Stemmer
- Kasper Wilhelm Bøge - Lille rotte
- Alexander Clement - Telefonsvareren
- Ole Dupont - Gammel mand
- Elliott Crosset Hove - Phil Collins
- Niels Olsen - Hr. Rotteborgmester
- Mathias Rahbæk - Al Gore
- Nanna Nyboe Tabor - Rottelæber